# Elaphoglossum lorentzii
Elaphoglossum lorentzii är en träjonväxtart som först beskrevs av Georg Hans Emmo Wolfgang Hieronymus, och fick sitt nu gällande namn av Christ. Elaphoglossum lorentzii ingår i släktet Elaphoglossum och familjen Dryopteridaceae. Inga underarter finns listade.